# Force India Formula One Team
Force India Formula One Team fue una escudería india de Fórmula 1 creada en octubre de 2007, surgida a raíz de la compra de Spyker F1 por parte del consorcio formado por el empresario de la India Vijay Mallya y por el neerlandés Michiel Mol, pagando 88 millones de euros para adquirir la mitad de las acciones del equipo. Participó en el Mundial de Fórmula 1 desde 2008. En octubre de 2011, la compañía india Sahara India Pariwar adquirió el 42,5% de las acciones de Force India F1 por 100 millones de $.
Sahara Force India F1 Team representa el incremento de participación de India en Fórmula 1 junto con el Circuito Internacional de Buddh, que albergó el primer Gran Premio de la India en 2011, los pilotos Karun Chandhok y Narain Karthikeyan, y el Sahara India Pariwar Group.
En agosto de 2018, se confirmó la compra del equipo por parte del consorcio Racing Point Ltd., comenzando a competir como nueva escudería, con bandera británica y bajo el nombre de Racing Point Force India a partir del Gran Premio de Bélgica de 2018, después de que Racing Point le informara a la FIA de la entrada de un nuevo equipo y se le descontaran todos los puntos que había acumulado Force India durante la temporada en el Campeonato Mundial de Constructores.

## Historia

### Temporada 2008: año de aprendizaje

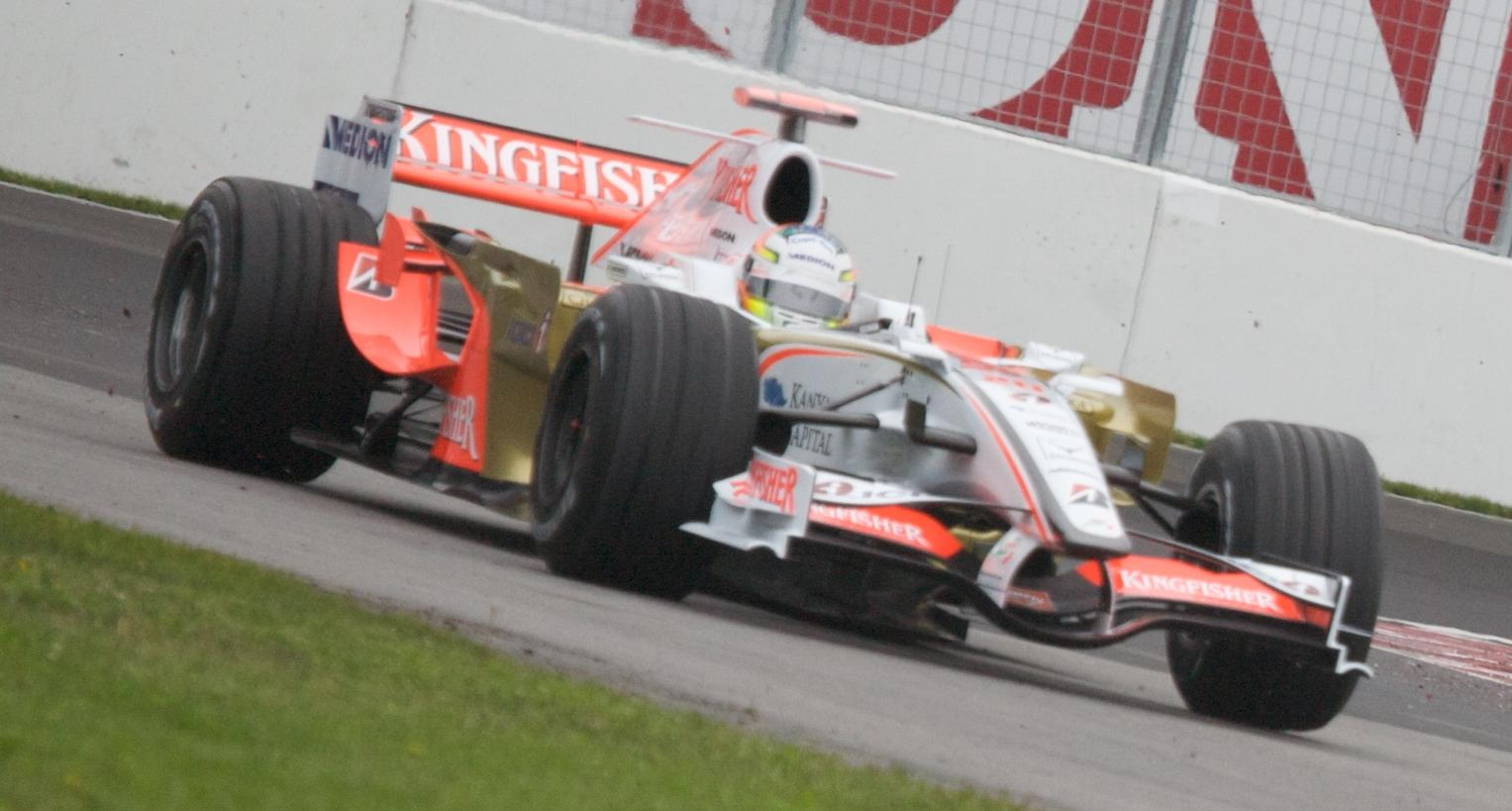
Adrian Sutil en el GP de Canadá.

Varios pilotos como el español Roldán Rodríguez, Christian Klien, Franck Montagny, Ralf Schumacher y Vitantonio Liuzzi participaron también en pruebas con el equipo, siendo el último el que consiguiera el puesto de piloto probador. Los pilotos titulares en la temporada 2008 fueron Adrian Sutil y Giancarlo Fisichella.
En 2008, comienzan la temporada con el chasis del Spyker del año anterior con algunas modificaciones, el cual es llamado Force India VJM01; y cuentan con el motor Ferrari, como el Spyker de 2007. El coche fue presentado el 7 de febrero en Bombay.
Comienzan la temporada con dos abandonos en el Gran Premio de Australia. En la siguiente carrera, celebrada en Malasia, Giancarlo Fisichella consigue acabar en duodécima posición, mientras que Sutil abandona de nuevo. En las primeras clasificaciones, el coche muestra un nivel más aceptable que el de Spyker, rozando la Q2.
En el Gran Premio de Mónaco, Sutil realizó la carrera de su vida, llegando al 4.º puesto a 10 minutos del final de la carrera, cuando fue embestido por Kimi Räikkönen, arruinando lo que hubiera sido un resultado histórico tanto para el piloto como para el equipo. Igualmente, el alemán fue reconocido por su gran carrera realizada.
A pesar de un comienzo esperanzador, el equipo seguía siendo el "farolillo rojo" de la parrilla, y a media temporada concentró sus esfuerzos en el 2009.
En el Gran Premio de Singapur, Fisichella marchó en el 3.er puesto desde la vuelta 19 hasta la vuelta 27, en la que el piloto de Williams Nico Rosberg pasó por boxes para cumplir una penalización. A partir de allí, el italiano pasó a estar segundo, detrás del piloto de Toyota Jarno Trulli; pero en la vuelta 29, Fisichella hizo su única parada y perdió su 2.º puesto. Al finalizar la carrera, el italiano llegó el 14.º.
Su mejor resultado final en su primera temporada (2008) fue el 10.º de Fisichella en España. En clasificación, el propio piloto italiano consiguió un 12.º en Monza. El equipo Force India no logró puntuar en su año de debut, pero estuvo cerca de conseguirlo.

### Temporada 2009: llegan los primeros frutos

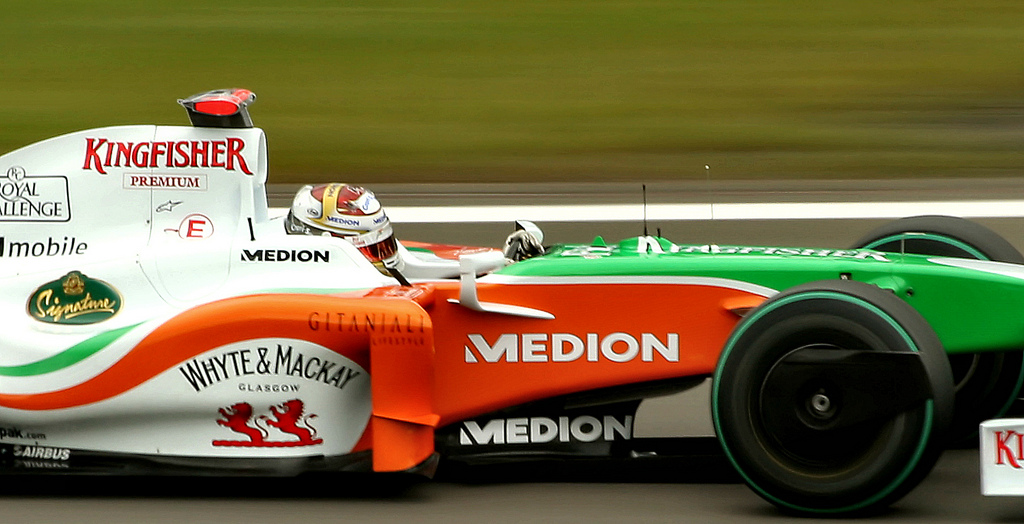
Adrian Sutil conduciendo el Force India durante el GP de Alemania.

A pesar de que Force India no puntuó en 2008, el equipo obtuvo una valiosa experiencia y una expectativa real de mejora. Vijay Mallya afirmó estar contento con sus actuales pilotos, con los que siguió en 2009. De cara a este año, Force India pretendía dar un salto de calidad y por ello despidió a Colin Kolles y Mike Gascoyne (cuyas vacantes ocuparon James Key, Mark Smith y Robert Fernley) y no renovó su contrato con Ferrari, puesto que llegó a un acuerdo para usar motores Mercedes y KERS y caja de cambios de McLaren a partir de la temporada 2009.
En 2009, el equipo mejoró sus prestaciones y estuvo a punto de lograr sus primeros puntos varias veces (como en China, Mónaco o Alemania, donde se escaparon por varios factores: accidentes, toques con rivales, etc.). Finalmente, en el Gran Premio de Bélgica de 2009, Giancarlo Fisichella hizo historia al logar la primera pole position en la historia de Force India y sumando en la carrera los primeros puntos para el equipo, siendo segundo y luchando por la victoria hasta el final. El día 3 de septiembre de 2009 se confirmó la marcha de Giancarlo Fisichella a la Scuderia Ferrari como sustituto de Luca Badoer hasta el final de temporada 2009. Vitantonio Liuzzi, hasta entonces probador del equipo indio, ocupó el monoplaza n.º21 de Giancarlo Fisichella hasta el final de la temporada. Adrian Sutil consiguió el resto de puntos de la temporada para Force India con un 4.º puesto en Monza, dejando a la escudería 9.ª en constructores con 13 puntos.

### Temporada 2010: consolidación como escudería de media tabla

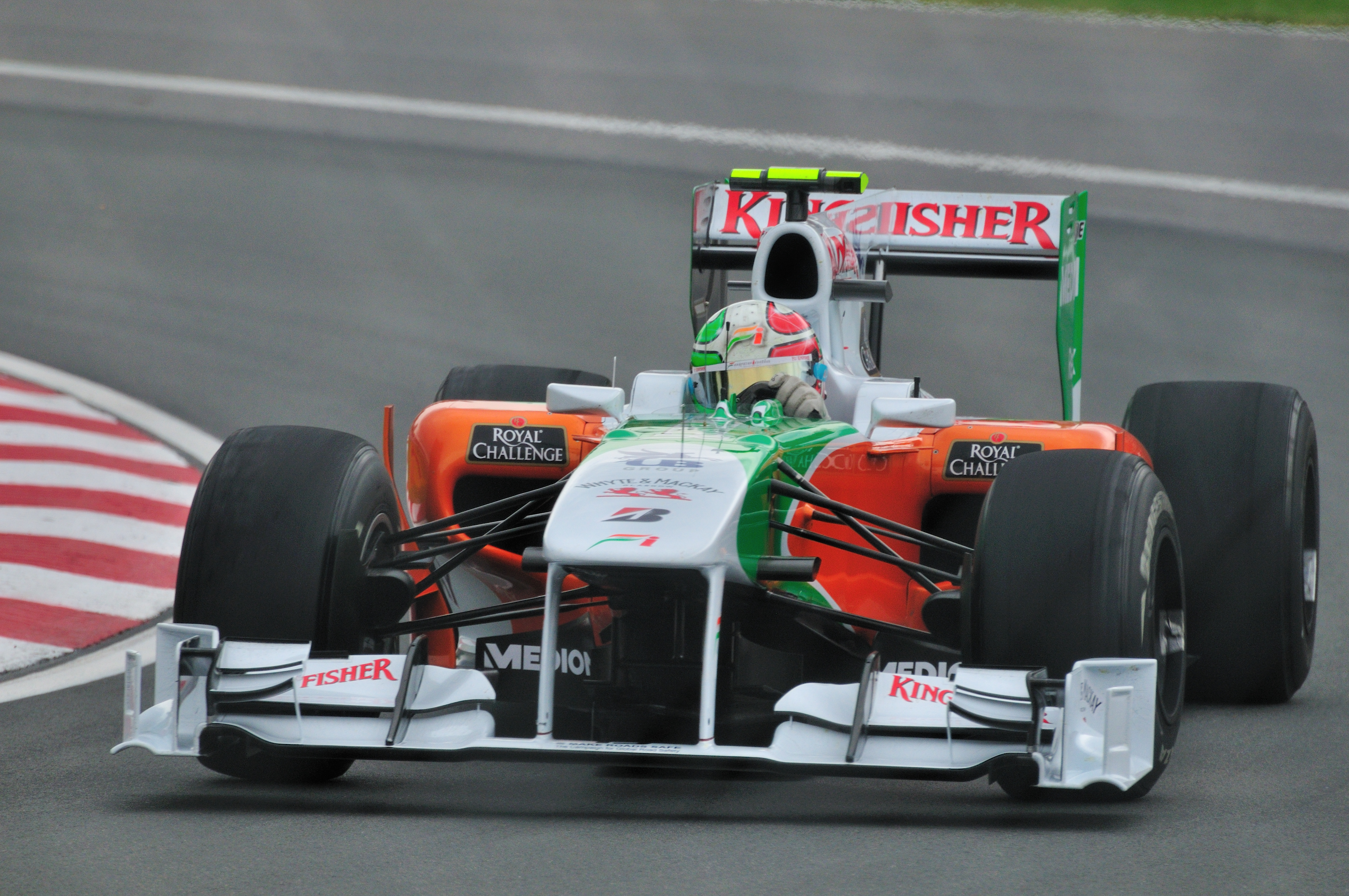
Vitantonio Liuzzi en el GP de Canadá.

Comenzaron una pretemporada esperanzadora, tras los grandes resultados del equipo al final de la temporada 2009. Efectivamente, en la primera carrera, Adrian Sutil logra pasar a la Q3 clasificándose 10.º, mientras que Vitantonio Liuzzi consigue ser 12.º. En carrera, Sutil tiene problemas y pierde puestos; pero sin embargo, Liuzzi hace una gran carrera y acaba en novena posición. En Australia, mejoran y Liuzzi logra acabar 7.º, pero Sutil tiene que abandonar por problemas de motor. En Malasia siguen con la mejoría y Sutil acaba 5.º, mientras que Liuzzi tiene problemas con el acelerador y abandona. En China, Liuzzi causa un aparatoso accidente en la primera vuelta, que involucra a Sébastien Buemi y Kamui Kobayashi, y se ve obligado a abandonar. Sutil tiene muchos problemas bajo la lluvia y llega 11.º a la meta. A partir de ahí, el equipo indio encadena una racha positiva de resultados y acaba en los puntos en las 6 siguientes carreras de manera consecutiva de la mano de Sutil. Pero en Hockenheim, los hombres de Vijay Mallya experimentan el inicio de un bajón en su rendimiento que se prolonga hasta el final del año y que se traduce en la pérdida de la sexta posición -por un solo punto- en el mundial en favor de un Williams al alza en la segunda mitad del año. Pese a ello, el equipo indio completó su mejor temporada en la máxima categoría al finalizar en séptimo lugar en la clasificación de constructores, siguiendo con su progresión.

### Temporada 2011: mejorando poco a poco

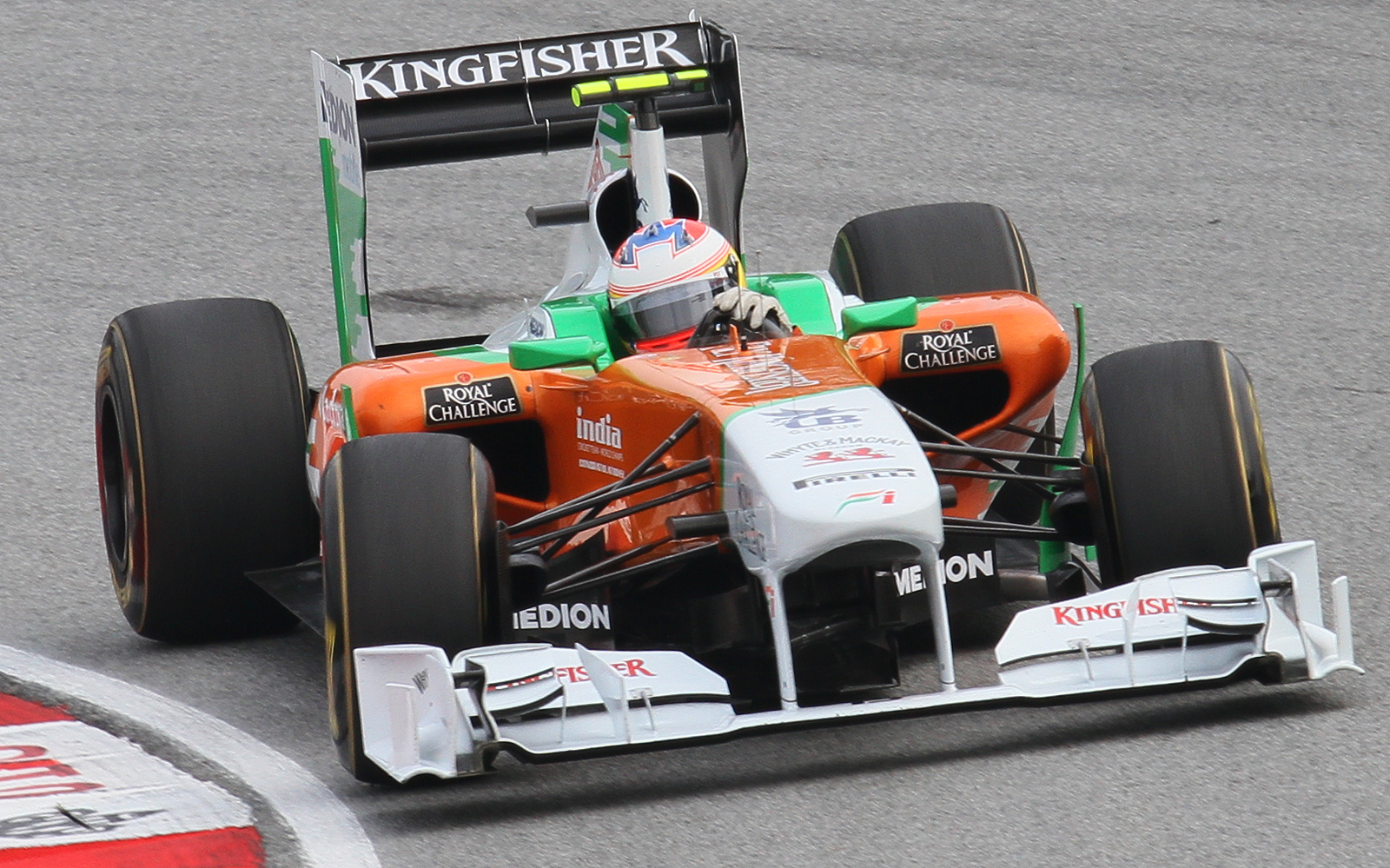
Paul di Resta al volante del VJM04.

En esta temporada, Force India quiere continuar evolucionando y para ello se hace con los servicios del vigente campeón del DTM Paul di Resta. El piloto escocés protagoniza un comienzo de temporada espectacular, logrando finalizar décimo en las dos primeras carreras y batiendo en varias ocasiones a Adrian Sutil. El piloto alemán, por su parte, logra puntuar en Australia, siendo noveno, pero en Malasia es undécimo. Un gran comienzo para Force India, que cada vez escala más puestos y ya se logra integrar en el grupo medio de la parrilla, superando incluso a Williams. En China, Di Resta parte desde una impresionante 8.ª posición, mientras que Sutil es 11.º. En carrera, Paul queda a las puertas de los puntos, con un undécimo lugar, y Adrian es decimoquinto, en una carrera más floja que su compañero. Sin embargo, en las siguientes carreras, la formación india sufre y baja su rendimiento. En cambio, en el GP de Alemania, Adrian Sutil, en su casa, protagoniza una carrera excelente y finaliza en una asombrosa sexta plaza, consiguiendo su mejor resultado de la temporada, después de haber sido séptimo en Montecarlo. El equipo indio mostró el mejor ritmo de todas las escuderías de nivel medio y Adrian superó a los Mercedes. Otro gran logro para Force India se obtuvo en Singapur, con un 6.º puesto de Di Resta y un 8.º de Sutil. Fue el preludio de un desarrollo de su coche que les hizo escalar posiciones en el mundial en la segunda mitad del año.
En octubre de 2011, el consorcio Sahara India Pariwar de Subrata Roy Sahara adquiere el 42,5% del equipo.
En Corea, Force India no logró tener un ritmo tan consistente y fueron superados por Toro Rosso. Aun así, Di Resta obtuvo un punto al finalizar 10.º, mientras que Sutil quedó 11.º. En India, en su carrera de casa, volvieron a ser batidos por los Toro Rosso; pero al menos Sutil logró ser 9.º, mientras que Di Resta tuvo más problemas y no pasó de la 13.ª posición. Toro Rosso se les acercaba en la clasificación, pero con los seis puntos obtenidos en Abu Dabi y los doce en la última carrera en Brasil, Force India logró su objetivo y finalizó 6.º en la clasificación final, mejorando en un punto también respecto a 2010. Además, se quedaron a sólo 4 puntos de Lotus Renault, que fue el 5.º equipo. Fueron claramente de menos a más y la reacción les valió para conseguir su mejor posición en el mundial de constructores.

### Temporada 2012: más puntos pero peor puesto global

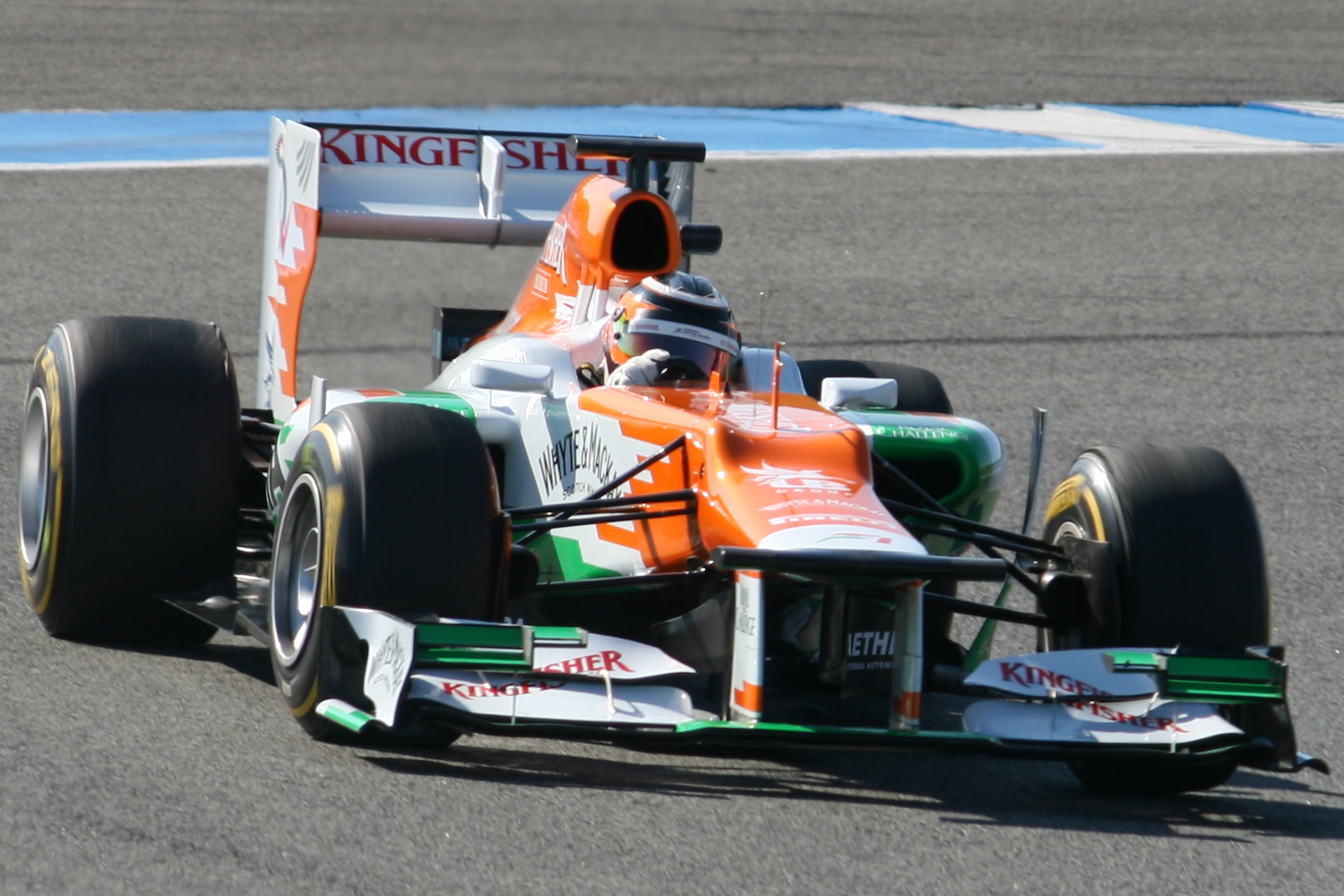
Nico Hülkenberg pilotando el monoplaza en un test.

Para 2012, Force India anuncia que Nico Hülkenberg será el nuevo compañero de Paul di Resta. La escudería afincada en Silverstone pretendía luchar por la quinta posición del mundial de constructores.
El inicio de la temporada no fue excesivamente positivo para Force India, ya que si bien lograba puntuar, ello se producía forma irregular; aunque sí mejoraba los arranques de años precedentes. A partir del descanso veraniego, Force India comienza una dinámica positiva al desarrollar todo su potencial, puntuando en cada carrera con posiciones más altas (dos cuartos puestos como mejores resultados) y volviendo a la lucha por el sexto puesto del campeonato de equipos. Finalmente no pudo conseguir dicha posición debido a los buenos resultados de Sauber en la primera parte del año, pero aun así Force India demostró nuevamente su solidez al mejorar el botín de puntos del año precedente y mostrar un elevado grado de fiabilidad.

### Temporada 2013: de más a menos

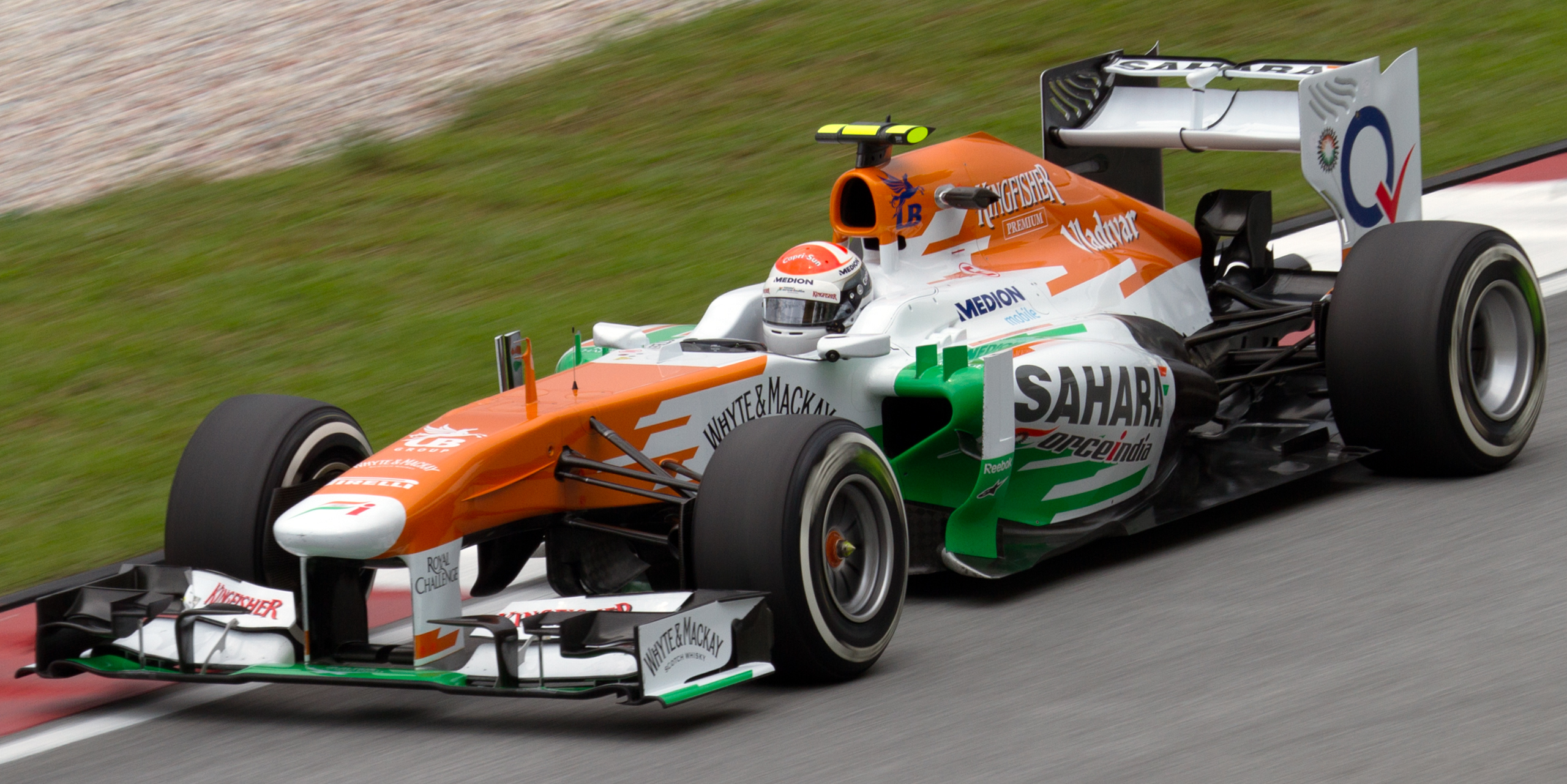
Adrian Sutil en el GP de Malasia.

El 1 de febrero, Force India desvela su nuevo VJM06 con la presencia de un solo piloto, Paul di Resta. Finalmente, tras una larga espera, Adrian Sutil gana la partida a Jules Bianchi y se hace con el segundo volante.
A pesar de la incertidumbre, Force India sorprendió en la primera carrera en Australia al colocar a sus dos pilotos en los puntos (7.º y 8.º). Parecía que también obtendrían un buen resultado en Malasia, pero problemas en las tuercas en las paradas en boxes les obligaron a retirar ambos coches por seguridad.
El 28 de marzo, la escudería anunció la renovación de su contrato de suministro de motores con Mercedes.
Mientras Adrian Sutil sigue lastrado por la mala fortuna, Paul di Resta consigue unos puntos muy valiosos en China y Baréin, al terminar esas carreras en 8.º y 4.º lugar respectivamente, firmando así el mejor comienzo de una temporada de la historia de la escudería anglo-india. En Mónaco, ambos pilotos consiguen acabar en zona de puntos, situación que se repite en la centésima carrera de Force India, el GP de Canadá, y que sirve para consolidar la quinta posición en el campeonato. Tras otro buen resultado en Silverstone, las cosas comienzan a torcerse a partir del GP de Alemania, con 2 carreras consecutivas sin puntuar, mientras McLaren recupera ritmo y les arrebata su 5.ª posición en el mundial, coincidiendo con el cambio de compuestos Pirelli. Sin embargo, dos buenos resultados en la India y en Abu Dabi consolidaron el 6.º lugar en el campeonato de constructores, mejorando así su posición con respecto al 2012 pese a haber obtenido menos puntos que entonces.

### Temporada 2014: la revelación de la temporada

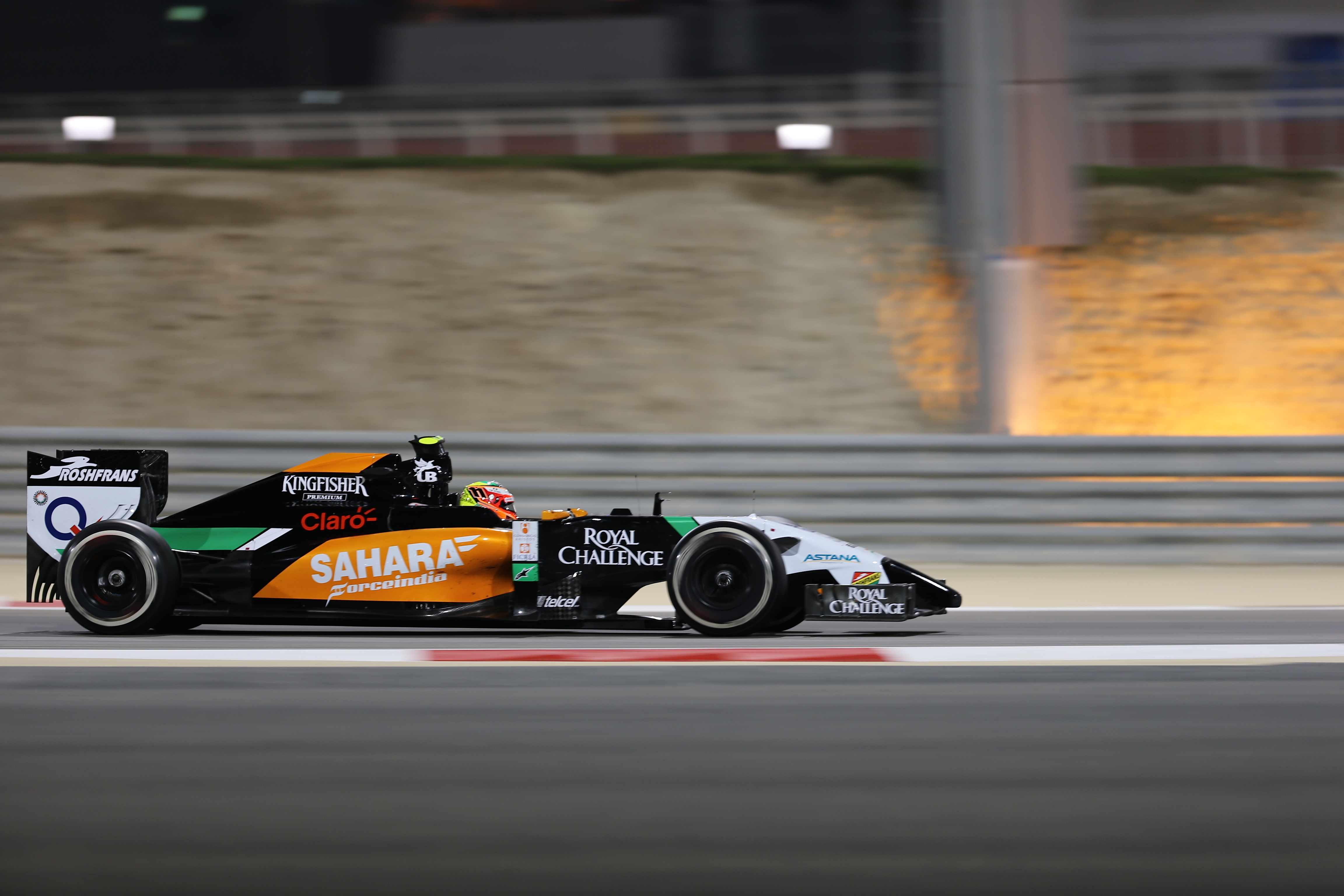
Checo Pérez en el GP de Baréin de 2014 donde consigue el segundo pódium en la historia de Force India con un tercer lugar en la carrera.

El 3 de diciembre de 2013, Force India confirma el regreso de Nico Hülkenberg como piloto titular, firmando un contrato "multianual" a partir de 2014. Nueve días después, el 12 de diciembre, Vijay Mallya presenta a Sergio Pérez como segundo piloto de la escudería. Daniel Juncadella fue confirmado como piloto probador. El equipo desveló una imagen de su nuevo monoplaza, el VJM07, con la novedad del color negro en su decoración.
El equipo comenzó la temporada puntuando con sus dos coches en la primera carrera en Australia. En Baréin, Pérez logró el segundo podio de la historia de Force India, al terminar en 3.er puesto. En las siguientes 7 carreras, tanto Pérez como Hülkenberg seguirán entrando regularmente en los puntos, consolidando a la escudería india como la quinta en el campeonato de constructores.
En el GP de Austria, Pérez consigue la vuelta rápida (1:12.142), de la carrera y concluye en la sexta posición, y Hülkenberg lo hace en la novena. Sin embargo, un doble abandono en Hungría permite a McLaren recortar su ventaja y les arrebata la 5.ª posición en Monza; pero en Singapur Force India vuelve a situarse por delante de los de Woking y supera su récord de puntos. Tras el GP de Rusia, McLaren recupera de nuevo la 5.ª plaza del campeonato. Fue una temporada en la que Force India fue de más a menos, comenzó muy fuerte (consiguiendo incluso un podio), pero acabó encontrando dificultades para entrar en la zona de puntos con regularidad. Finalmente, Force India vuelve a acabar en 6.º puesto en el mundial de constructores, pero establece un nuevo récord particular de puntuación, con 155 unidades. Así pues, el balance final de la temporada fue positivo.

### Temporada 2015; progresos más que evidentes
El 20 de octubre de 2014, Force India confirma la continuidad de Nico Hülkenberg en 2015, mientras que un mes después se anuncia que Sergio Pérez también permanecerá en la escudería después de renovar su contrato.

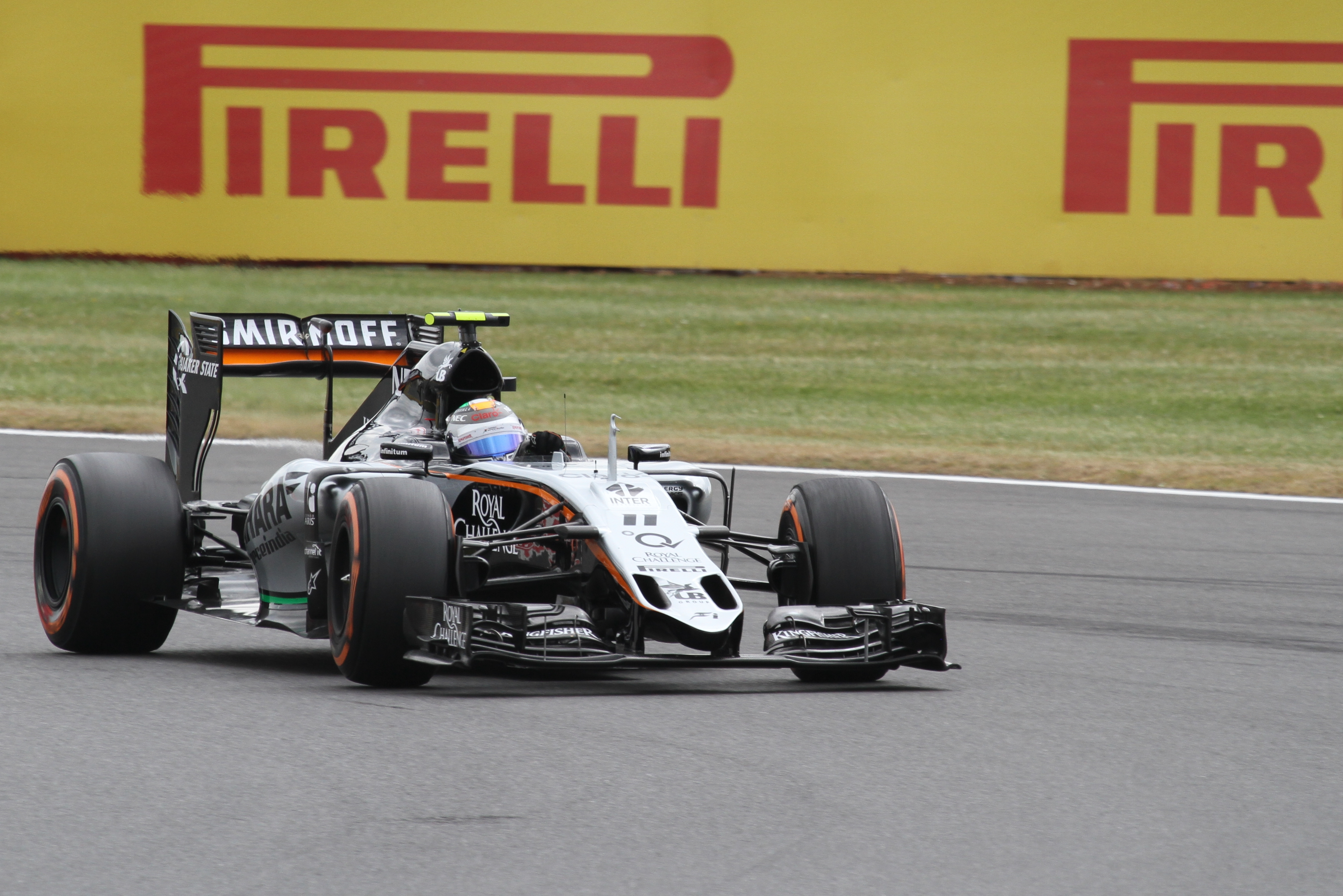
Checo Pérez en el GP de Gran Bretaña de 2015

El 21 de enero de 2015 el Force India VJM08 fue presentado por primera vez en un evento en el Museo Soumaya en Ciudad de México. A pesar de que Force India fue el primer equipo en presentar su auto del 2015, se anunció que no lo llevarán a la primera práctica de prueba en Jerez, lo harán con el auto del 2014, el VJM07. Este retraso se debió en parte a que Force India cambió al túnel de viento de Toyota con sede en Colonia, Alemania. El equipo comenzó la temporada puntuando con sus dos coches en Australia, pero solo obtuvieron otros 4 puntos en las 4 siguientes carreras.
En el GP de Gran Bretaña, el equipo estrenó la especificación B de su coche, y ambos pilotos lograron puntuar. Tras un doble abandono en Hungría, llegó, hasta ese momento, el mejor resultado de la temporada del equipo, un 5.º puesto de Sergio Pérez.
El Gran Premio de Rusia, en Sochi, fue una carrera de claroscuros para la escudería. Mientras que Nico Hülkenberg tuvo un accidente en la largada, lo que obligó a su abandono, Sergio "Checo" Pérez aprovechó un accidente en la vuelta 12 para cambiar neumáticos, los cuales llevó hasta el final, manteniéndose en el octavo lugar y llegando hasta el 2.º. Fue superado por Vettel y se quedó tercero, puesto que mantuvo hasta la penúltima vuelta,  cuando fue rebasado por los pilotos finlandeses Valtteri Bottas (Williams) y Kimi Räikkönen (Ferrari). Pero estos dos chocaron en la última, lo que le abrió la puerta a Sergio Pérez para finalizar la carrera en 3.ª plaza, dando a su escudería el 3.er podio de su historia y consolidándola en el 5.º lugar del campeonato.
En el GP de Brasil, el equipo se aseguró de forma matemática la quinta posición del campeonato, el mejor registro de su historia.

### Temporada 2016: El mejor equipo de la clase media
En 2016, tanto Nico Hülkenberg como Sergio Pérez seguirán siendo los pilotos de Force India quienes correrán con el Force India VJM09.

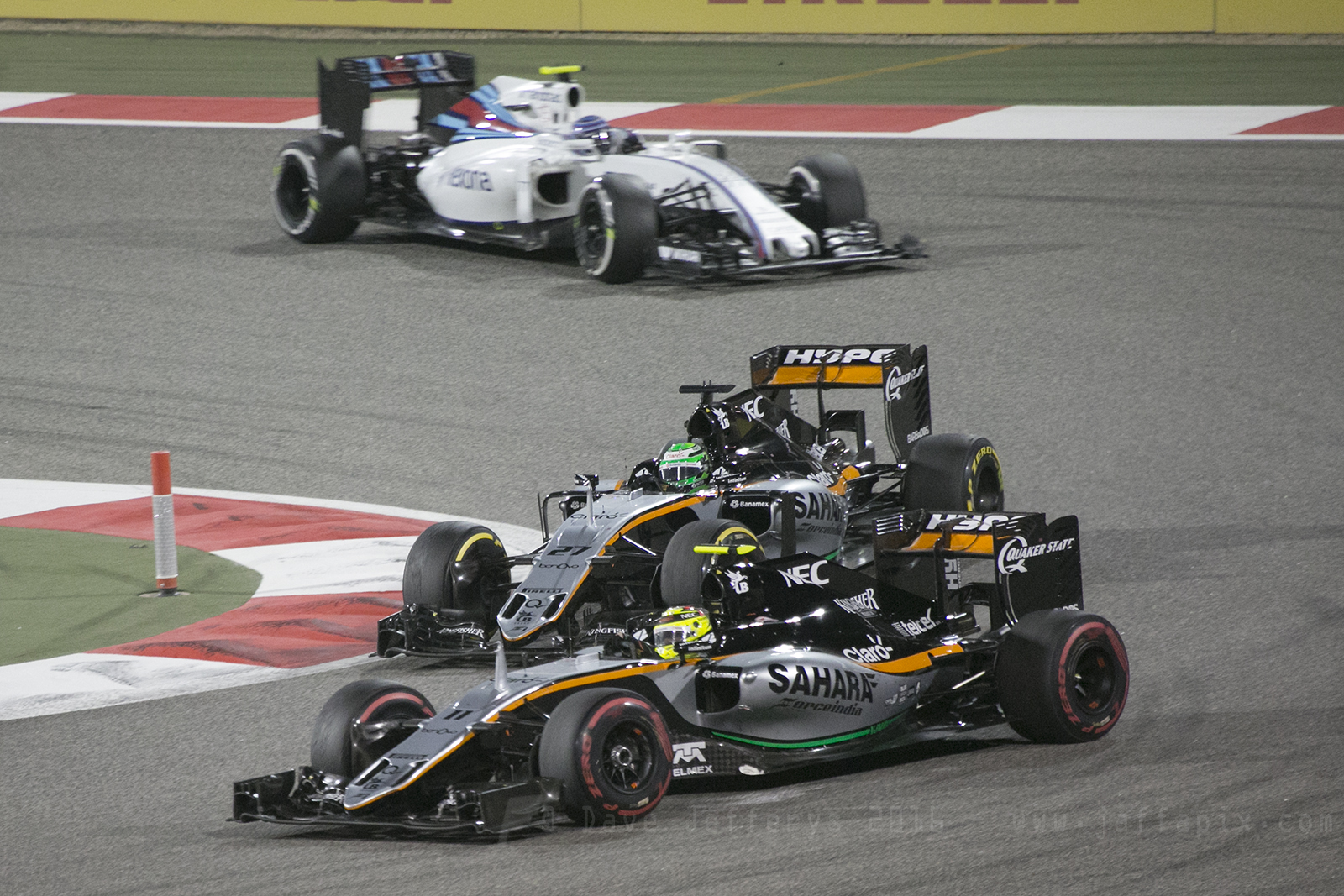
Pérez y Hülkenberg en el GP de Baréin 2016

Después de un inicio tímido (con 14 puntos en las primeras cinco pruebas), en el GP de Mónaco Checo Pérez obtiene su primer podio del 2016. Checo arrancó del 7.º puesto y termina 3.º, solo detrás de Lewis Hamilton y de Daniel Ricciardo. La carrera inició con auto de seguridad debido a la intensa lluvia en Montecarlo, en la vuelta 15 cambia a neumáticos de lluvia intermedia y en el giro a 31 slicks suaves, una gran estrategia con paradas en los fosos muy rápidas. Sebastian Vettel terminó detrás de Pérez y no logró acercarse al piloto mexicano aunque lo intentó en repetidas ocasiones. Por su parte Hülk corrió bien al inicio, pero se encontró atrapado en el tráfico después de su primera parada y terminó sexto, consiguiendo la posición en la última curva con un rebase impresionante a Nico Rosberg. Force India hizo una carrera épica para recordar y donde todo piloto sueña con ganar. Force India se embolsa 23 valiosos puntos para el campeonato.
Tras un productivo domingo en Montreal, para Force India fue un gran fin de semana durante la octava fecha del calendario, el GP de Europa, celebrado en el Circuito callejero de Bakú. Checo y Hülk arrancan 7.º y 12.º respectivamente, aunque Pérez había calificado segundo fue sancionado con 5 puestos por cambio de caja de velocidades. El domingo en la carrera, Checo avanza dos posiciones en la primera vuelta dando cuenta de Kvyat y de Massa y en el último giro rebasa a Räikkönen, quien aunque debía de cumplir con una sanción de 5 segundos, Pérez lo quiso rebasar en pista mientras que Hülk queda 9.º y rescata 2 puntos más para un fin de semana de 17 puntos en total con lo que el equipo suma puntos por tercer GP consecutivo. Checo quedó por detrás solo de los alemanes Rosberg y Vettel.
Force India termina el campeonato de constructores en un gran cuarto puesto, mejorando el quinto del año anterior, con 173 puntos, y metiendo a sus dos pilotos entre los diez primeros por primera vez en el campeonato, con Pérez séptimo (con 101 puntos, un único abandono y dos podios en Mónaco y Bakú) tras sumar unidades en las últimas diez carreras; y Hülkenberg (72 puntos y una vuelta rápida en China) noveno en su última campaña con el equipo indio, ya que será el francés de Manor, Esteban Ocon, su sustituto en 2017.

### Temporada 2017: Problemas de compañeros en la mejor temporada del equipo
En 2017 llegó al equipo el francés Esteban Ocon a acompañar a Pérez, proveniente de Manor Racing. El equipo consiguió nuevo patrocinador, BWT, que le quitó el plateado y negro al monoplaza, por el color rosa.
Durante la temporada, se vivieron varias polémicas en la pista entre los dos pilotos: en Azerbaiyán, Bélgica y Austria tuvieron choques con consecuencias en sus monoplazas.
Force India logró gran regularidad a lo largo de la temporada. Solo no sumó en Mónaco, finalizando cuarto en el Campeonato de Constructores, con Pérez séptimo y Ocon octavo en el Campeonatos de Pilotos y rozando los 200 puntos del equipo, quedando finalmente con 187 unidades.

### Temporada 2018: concurso de acreedores y venta
Para 2018, Force India decidió mantener a su dúo de pilotos; y a pesar de los escasos recursos, aspiraba a retener la cuarta posición en constructores. Sin embargo, la temporada empezó mal para los intereses del equipo indio, el cual pasó de estar puntuando con regularidad a luchar por no estar fuera del top 10. No obstante, la escudería logra un balsámico podio en Bakú, donde Pérez se aupó al tercer puesto después de una carrera llena de incidentes y errores de los pilotos punteros.
No obstante los problemas eran mayores, puesto que la situación económica de la escudería era precaria y corría el riesgo de ser intervenida o incluso desaparecer. Mientras, la escudería conseguía puntuar de vez en cuando, pero sin la suficiencia del año anterior.

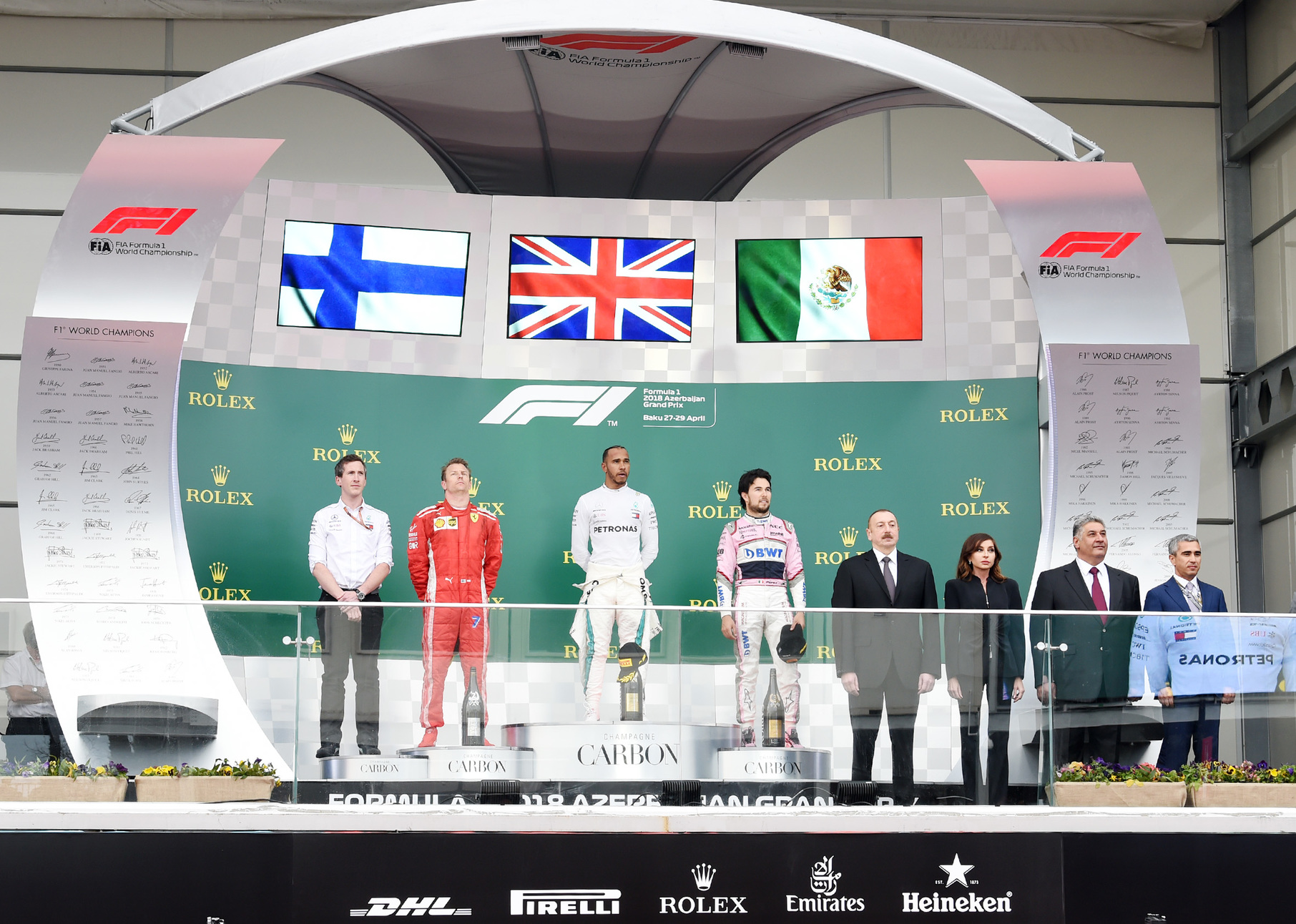
Último podio del equipo durante el GP de Azerbaiyán de 2018 Lewis Hamilton, Kimi Räikkönen y Sergio Pérez.

El ahogo económico se hizo evidente después de Hungría, cuando se anunció la intervención judicial de la escudería; algunos medios insinuaron que Pérez estaba detrás del asunto (de malas maneras), pero el mexicano salió al paso de las acusaciones, diciendo que forzó la situación por los 400 empleados del equipo. Durante las semanas siguientes se dudó de su continuidad en la Fórmula 1, pero semanas anteriores al GP de Bélgica, un consorcio de inversores llamado Racing Point Ltd., liderado por Lawrence Stroll (padre de Lance, piloto de Williams), adquirió Force India, salvando los empleos de sus trabajadores y pudieron seguir compitiendo en el campeonato, aunque a costa de volver a empezar de cero (en ese momento la escudería era sexta con 59 puntos); hecho que quedó comprobado porque los demás equipos lo exigieron para aprobar su continuidad en el mundial.

## Programa de desarrollo
Durante el paso de Force India por la Fórmula 1, el equipo protegió a varios pilotos y les dio la oportunidad de participar en pruebas oficiales.

### Lista de pilotos

#### Exmiembros
| Piloto            | Años      |
| ----------------- | --------- |
| Jehan Daruvala    | 2012-2018 |
| Steven Goldstein  | 2015      |
| Alfonso Celis Jr. | 2015-2017 |
| Nikita Mazepin    | 2016-2018 |
| Lucas Auer        | 2017      |
| Nicholas Latifi   | 2018      |

## Monoplazas
La siguiente galería muestra los diferentes modelos utilizados por Force India en la Fórmula 1.
|                          |
| Force India VJM01 (2008) |

|                          |
| Force India VJM02 (2009) |

|                          |
| Force India VJM03 (2010) |

|                          |
| Force India VJM04 (2011) |

|                          |
| Force India VJM05 (2012) |

|                          |
| Force India VJM06 (2013) |

|                          |
| Force India VJM07 (2014) |

|                          |
| Force India VJM08 (2015) |

|                          |
| Force India VJM09 (2016) |

|                          |
| Force India VJM10 (2017) |

|                          |
| Force India VJM11 (2018) |

## Resultados

### Pilotos
Estos son los datos de todos los pilotos que han competido para Force India.
| Pilotos              | Carreras | Podios | Puntos | Victorias | Poles | VR | Títulos |
| -------------------- | -------- | ------ | ------ | --------- | ----- | -- | ------- |
| Adrian Sutil         | 92       | 0      | 123    | 0         | 0     | 1  | 0       |
| Sergio Pérez         | 91       | 5      | 368    | 0         | 0     | 2  | 0       |
| Nico Hülkenberg      | 79       | 0      | 283    | 0         | 0     | 2  | 0       |
| Paul di Resta        | 58       | 0      | 121    | 0         | 0     | 0  | 0       |
| Esteban Ocon         | 32       | 0      | 116    | 0         | 0     | 0  | 0       |
| Giancarlo Fisichella | 30       | 1      | 8      | 0         | 1     | 0  | 0       |
| Vitantonio Liuzzi    | 24       | 0      | 21     | 0         | 0     | 0  | 0       |
| Fuente:              |          |        |        |           |       |    |         |

- * Hay que recalcar que a partir de la temporada 2010 de Fórmula 1 hay un cambio en el sistema de puntuación.